# Gilles Heuré
Gilles Heuré est un journaliste et un écrivain français né le 26 juillet 1956.

## Biographie
Après des études d'histoire Gilles Heuré soutient en 1995 une thèse sur Gustave Hervé publiée sous le titre Gustave Hervé : itinéraire d’un provocateur aux éditions La Découverte en 1997. Journaliste à Télérama (en 2006), chargé de cours à Université Paris IV (en 2006) et chroniqueur dans l'émission Clara et les chics livres sur France Inter.
En 2000, il publie un livre d'entretiens avec Alain Corbin, historien français spécialiste de l'histoire sociale et de l'histoire des représentations, des sens et des sensibilités : Alain Corbin : historien du sensible,.
Bon connaisseur de la période du début du siècle par ses recherches sur Gustave Hervé, Gilles Heuré s'intéresse ensuite à Léon Werth pour le cinquantenaire de sa mort et fait paraître en 2006 un essai biographique L'insoumis : Léon Werth (Éditions Viviane Hamy) où il replace le chroniqueur et écrivain antimilitariste et anticolonialiste, ami de Saint-Exupéry qui lui dédie Le Petit Prince, dans le contexte de la presse et des milieux politiques des années d’avant et après la guerre de 1914-1918,,.
Gilles Heuré publie en 2009 aux Éditions Viviane Hamy son premier roman, L'Homme de cinq heures : il y fait revivre la figure de Paul Valéry et, recensant les cinq heures dans la culture et dans l'histoire, aborde la question de l'écriture romanesque et de la création artistique,.

## Ouvrages
- L'insoumis : Léon Werth - 1878-1955, Paris, Éditions Viviane Hamy, 2006, 333 p. (ISBN 978-2-87858-219-2) Ouvrage récompensé par le prix Henri Hertz.
- Collaboration au Dictionnaire des sciences humaines, coll. Quadrige, PUF, 2006
- L'Homme de cinq heures, Paris, Éditions Viviane Hamy, 2009, 285 p. (ISBN 978-2-87858-298-7)Grand prix littéraire du Web - Premier roman
- En 2010, il a préfacé et établi l'édition des reportages et romans de Joseph Kessel aux éditions Gallimard (coll.Quarto)
- En 2011, il a collaboré au Petit dictionnaire des injures politiques aux éditions L'Éditeur (Bruno Fuligni, dir.)
- En 2012, il publie Histoire de France, 100 brèves étonnantes aux éditions 12 bis.
- Jean Clair, Philippe Bordeyne, Gilles Heuré, et Michel Biard, Télérama hors-série : Crime et châtiment au musée d'Orsay, Paris, Télérama, 2010, 98 p. (ISBN 978-2-914927-19-2)
- Le Dégoût de la guerre de 1914, Paris, Mercure de France, 2014, 128 p.  (ISBN 978-2-7152-3491-8)
- Album de la Pléiade : Joseph Kessel, bibliothèque de la Pléiade, éditions Gallimard, 2020, 256 p.,  (ISBN 9782072852367).